# Cycloramphus fuliginosus
Espèce
Synonymes
- Cycloramphus fulginosus Tschudi, 1838
- Grypiscus umbrinus Cope, 1867
- Iliodiscus lutzi Miranda-Ribeiro, 1929
- Grypsicus scleromeris Miranda-Ribeiro, 1935

Statut de conservation UICN

 LC  : Préoccupation mineure
Cycloramphus fuliginosus est une espèce d'amphibiens de la famille des Cycloramphidae.

## Répartition
Cette espèce est endémique de la forêt atlantique au Brésil. Elle se rencontre dans la région Sud de l'État de Bahia, dans l'Espírito Santo et dans l'État de Rio de Janeiro jusqu'à 1 000 m d'altitude.

## Description
Les mâles mesurent jusqu'à 56,3 mm et les femelles jusqu'à 64,3 mm.

## Publication originale
- Tschudi, 1838 : Classification der Batrachier, mit Berucksichtigung der fossilen Thiere dieser Abtheilung der Reptilien, p. 1-99 (texte intégral).